# Hamodes discistriga
Hamodes discistriga är en fjärilsart som beskrevs av Moore 1867. Hamodes discistriga ingår i släktet Hamodes och familjen nattflyn. Inga underarter finns listade i Catalogue of Life.